# Ensemble mégalithique de Treytel-A Sugiez
L'ensemble mégalithique de Treytel-A Sugiez est un site mégalithique à Bevaix, Suisse, découvert en 1995 lors de la construction de l'autoroute A5.

## Situation
Le site n'est plus visible aujourd'hui. Il fut fouillé entre 1996 et 2000 après sa découverte en 1995 lors de la construction de l'autoroute A5. Trois des douze menhirs découverts, dont les deux statues-menhirs, sont aujourd'hui exposés au Laténium, Musée cantonal d'archéologie de Neuchâtel, à Hauterive. Le site se trouvait à quelques centaines de mètres du lac, le surplombant depuis une légère butte. Tous les menhirs ont été découverts couchés, dont neuf encore entiers dans des fosses d'épierrement,, où des agriculteurs avaient rassemblé pierres et cailloux gênant l'exploitation des terres, probablement au XVIe siècle sur raison de trouvailles faites dans les fosses d'épierrement.
Le Plateau de Bevaix, sur lequel se trouvait le site, était délimité de part et d'autre par un ruisseau et des marais. Ce genre d'environnement et d'emplacement se reflète dans d'autres sites mégalithiques, tels que les alignements de Lutry ou de Clendy. Le plateau de Bevaix comprend d'ailleurs d'autres sites mégalithiques, comme le site de Derrière la Croix à Saint Aubin à 6 km du site de Treytel-A Sugiez, et des pierres à cupules, ainsi qu'une forte densité de matière première potentielle sous la formes de bloc alpins.
Au nord-est du site, dans le prolongement du site, se trouve un autre petit site mégalithique, sur le lieu-dit Le Bataillard (Bevaix), qui comportait deux menhirs, des éléments d'un petit dolmen démantelé dont une stèle décorée, ainsi qu'une vingtaine de fosses et de foyers, qui ont été datés entre 4200 av. J.-C. et 3700 av. J.-C.

## Description
Au centre du site se trouvaient huit monuments en roche d'origine alpine en alignement orienté nord-est/sud-ouest, complété par un menhir gisant hors ligne,. Un groupe de trois monolithes se rajoutait à l'ensemble, à 120 m au nord dans la projection de l'alignement. Parmi les pierres de l'alignement, deux statues-menhir ont été identifiées. En raison de la bonne conservation des vestiges accompagnant les menhirs, l'histoire du site a pu être reconstituée, ainsi que le déroulement de gestes ou rituels pratiqués par les occupants du site.
À part les menhirs, le site comprend des fosses et une quinzaine de foyers, localisés à proximité ou en relation directe avec les groupements de menhirs. Par leur envergure, certains de ces foyers pourraient être le résultat d'événements collectifs, pendant que les foyers plus petits semblent devoir être rapportés à un usage plus banal, soit l'éclairage, les petites cuissons ou le chauffage. Tous ces foyers se trouvent en amont de l'alignement, ce qui pourrait indiquer la présence d'une interdiction ou d'une règle en relation avec l'utilisation du site, ce qui est aussi reflété dans le nombre restreint de céramiques mises au jour (style Saint-Uze), comme si la communauté avait délibérément évité de déposer des matériaux ou de laisser des déchets à cet endroit.
Une zone en amont du site montre des traces d'activités agricoles, surtout du blé (appelé nu, des variétés triticum aestivum, durum et turgidum), qui a aussi été retrouvé sous forme carbonisée dans de nombreux foyers. Ces traces sont la plus ancienne attestation du blé en Suisse. Le battage du blé nu se fait normalement à côté des champs où il a été cultivé, ce qui implique que ce battage a eu lieu au sein même du site. 
Lors de la deuxième phase d'occupation au Néolithique final, des traces de fabrication de haches en roches vertes polies ont été identifiées dans deux aires d'artisanat semi-enterrées au pied de l'alignement principal, ainsi que des traces d'un bâtiment, dont la fonction et la relation avec les menhirs ne sont pas élucidées.

## Datation du site
Le site est installé et occupé d'abord au Néolithique moyen, entre 4600 av. J.-C. et 3700 av. J.-C. ; cette première phase d'occupation se distingue par le grand nombre de menhirs dressés, y compris les deux statues-menhirs dans l'alignement principal. Après 3700 av. J.-C., le site est abandonné pendant plusieurs centaines d'années, avant d'être réinvesti entre 2900 av. J.-C. et 1900 av. J.-C., pendant le Néolithique final. Cette deuxième phase d'utilisation est aussi visible dans les nouveaux motifs ajoutés aux statues-menhirs afin de les intégrer dans leur nouveau contexte socio-religieux. Les motifs gravés dans les statues-menhirs ressemblent aux décors trouvés sur des stèles gravées du Midi ou des Alpes au Néolithique final.

## Fonction du site
La signification précise des menhirs et du site de Treytel-A Sugiez n'est pas connue, mais en général, on accorde à ce genre de site un caractère socio-religieux, en raison de leur emplacement sur des lieux de rassemblement de communautés sédentaires,.
Le site est instauré au Ve millénaire av. J.-C., ce qui coïncide avec le développement de l'agriculture dans la région ; il est vraisemblable qu'il soit en relation avec les croyances et les rituels de ces premières communautés de plus en plus sédentaires, bien que relativement mobiles encore, du fait de la pratique de l'agriculture sur brûlis suivis par une longue jachère. Les menhirs en tant que monuments pérennes donnaient aux nouveaux rituels de la communauté un lieu consacré et réservé, un endroit qui ancrait les croyances émergentes, et créait un lien entre la communauté et les terres sur lesquelles elle se sédentarisait,. À Treytel-A Sugiez, la proximité de la zone agricole mène à penser à une visite du lieu en lien avec des rituels d'un culte de fertilité, au fil des saisons de l'agriculture céréalière, afin d'y faire des offrandes, des fêtes ou des échanges entre communautés, facilement accordable avec les foyers de grande taille trouvés sur le site,. Le culte des ancêtres pourrait y avoir trouvé une expression tangible et monumentale dans les statues-menhirs avec la marque du respect envers les ancêtres établie à travers les visites périodiques des individus sur ce lieu.
Une fonction plus profane serait celle d'une simple signalisation d'aires de rassemblements où se déroulaient des échanges de biens et d'idées, tout comme les menhirs isolés éparpillés sur la rive nord du lac de Neuchâtel auraient pu être des repères de chemins et de croisements.
Au IIIe millénaire av. J.-C., l'activité sur le site reprend lors d'une période de croissance de la population qui coïncide avec les débuts de la métallurgie. Ce genre de changements dans la société et l'économie peuvent entraîner une instabilité, des tensions au sein de la communauté même ou entre celle-ci et d'autres qui a pu stimuler les populations du Néolithique final à réinvestir le site, afin de réaffirmer une identité communautaire et son droit sur les terres. 

## Les Statues-Menhirs
Les trouvailles les plus notables du site de Treytel-A Sugiez sont les deux statues-menhirs, érigées au Néolithique moyen et redécorées au Néolithique final.

### La grande statue-menhir de Bevaix

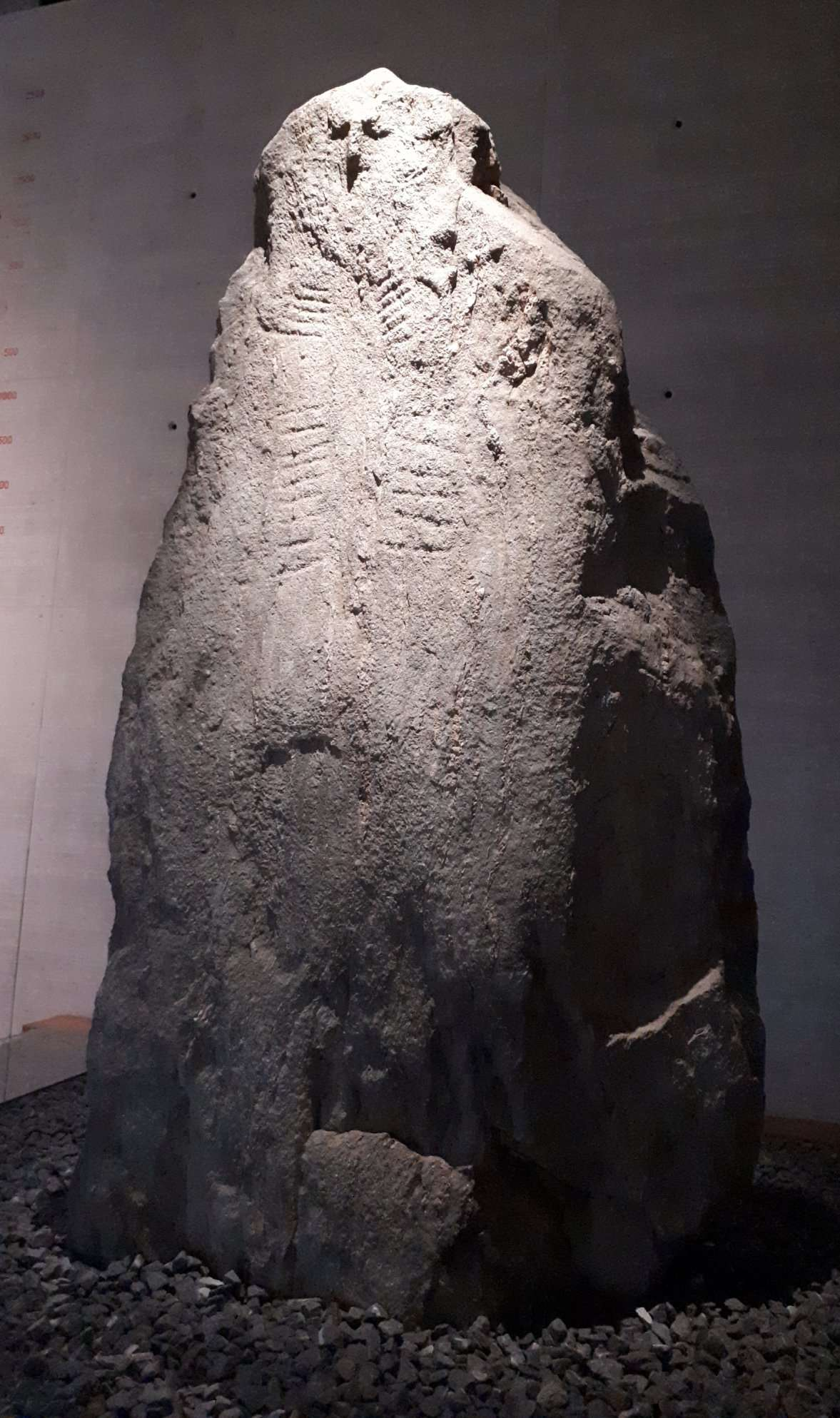
La Grande Statue-Menhir de Treytel-A Sugiez.

La plus grande des deux statues-menhir est un bloc de schiste qui mesure 3,35 m de haut et pèse 2 800 kg. D'une forme pyramidale allongée et étroite avec ses 1,4 m de largeur, ce bloc a été travaillé sur son côté gauche, ce qui lui a conféré une certaine asymétrie. Son côté gauche comporte une épaule dessiné par une échancrure naturelle. Au Ve millénaire av. J.-C., son décor consistait uniquement d'un rostre apical, une petite pointe ou protubérance tout en haut du menhir.
Lors de son réinvestissement au IIIe millénaire av. J.-C., la statue-menhir est dotée d'un visage, de deux mains et d'éléments qui pourraient être des côtes, des éléments de parure ou des vêtements. Le visage est composé essentiellement des sourcils et du nez en relief, qui forment un "T" sur le sommet convexe de la statue-menhir. Les mains, en revanche, sont représentées par des lignes creusés dans la roche. La main gauche comporte 6 lignes en parallèle, dont 5 représentent des doigts, et une ligne courbe représentant le poignet qui relie les doigts. La signification de la sixième ligne reste sans explication. La main droite comporte aussi 5 lignes pour les doigts et une ligne courbe pour le poignet, bien que celle-ci ne renferme pas tous les doigts.
Plus bas encore, deux séries de gorges parallèles qui vraisemblablement représentent des côtes, bien qu'une interprétation en tant qu'élément de parure ou de vêtement est aussi possible. La série gravée sur le côté gauche compte neuf lignes tandis que celle de droite n'en compte que six.

### La petite statue-menhir de Bevaix
La plus petite des deux statues-menhir mesure 2,5 m sur 0,9 m et pèse 1 220 kg. Ce bloc de roche est d'une forme fine et étirée avec une extrémité pointue et une extrémité arrondie. Tout comme la grande statue-menhir, cette dernière avait été dotée d'un rostre apical au Ve millénaire av. J.-C. sur son extrémité pointue.
Au contraire de la grande statue-menhir, celle-ci semble avoir été inversée lors de son réinvestissement au IIIe millénaire av. J.-C., et l'extrémité pointue avec le rostre apical s'est retrouvée en terre. Ceci indique que le rostre apical avait, du moins pour ce menhir-la, perdu sa signification et son importance. À part son renversement, la statue-menhir a été piquetée et décorée de trois lignes parallèles. Deux des lignes, qui se trouvent en bas de la section décorée, sont très rapprochées et pourraient symboliser une ceinture, tandis que la ligne supérieure plus éloignée pourrait représenter le haut d'un habit. Un bombement naturel de la roche relie la ligne supérieure aux lignes inférieures en diagonale ; il est probable que les créateurs de ces décors aient intégré ce détail naturel dans le décor, à la manière d'un baudrier ou d'une écharpe.